# Michael Krüger (scrittore)
Michael Krüger (Wittgendorf, 9 dicembre 1943) è uno scrittore, poeta editore e traduttore tedesco.

## Biografia
Nato nel 1943 a Wittgendorf, Sassonia, Michael Krüger è cresciuto a Berlino in una famiglia protestante. In gioventù ha cantato nel coro della chiesa ed è stato membro della Christian Boys' Association. Dopo il diploma di scuola superiore, ha completato un apprendistato come libraio editoriale presso la casa editrice Herbig. Allo stesso tempo, è stato studente ospite di filosofia presso la Libera Università di Berlino.  Dal 1962 al 1965 ha lavorato come libraio a Londra.
Dal 1968 Krüger lavorò come redattore editoriale presso la Carl Hanser Verlag, diventandone nel 1986 direttore letterario e nel 1995 amministratore delegato. Si è dimesso il 31 dicembre 2013 lasciando l'incarico a Jo Lendle.
Nel 1973 Krüger fondò a Monaco di Baviera la prima libreria d'autore organizzata in modo cooperativo, insieme a Martin Gregor-Dellin, Jürgen Kolbe, Fritz Arnold, Paul Wühr, Inge Poppe, Christoph Buggert, Günter Herburger, Tankred Dorst e Peter Laemmle.
La sua opera letteraria si limitò inizialmente a prefazioni e postfazioni ad antologie e antologie da lui curate. Nel 1976 è stato pubblicato il suo primo libro, la raccolta di poesie Reginapoly. Il suo primo racconto, intitolato Was tun?, è stato pubblicato nel 1984. Nel 1991 è uscito il primo di quattro romanzi con il titolo Der Mann im Turm (L'uomo nella torre).

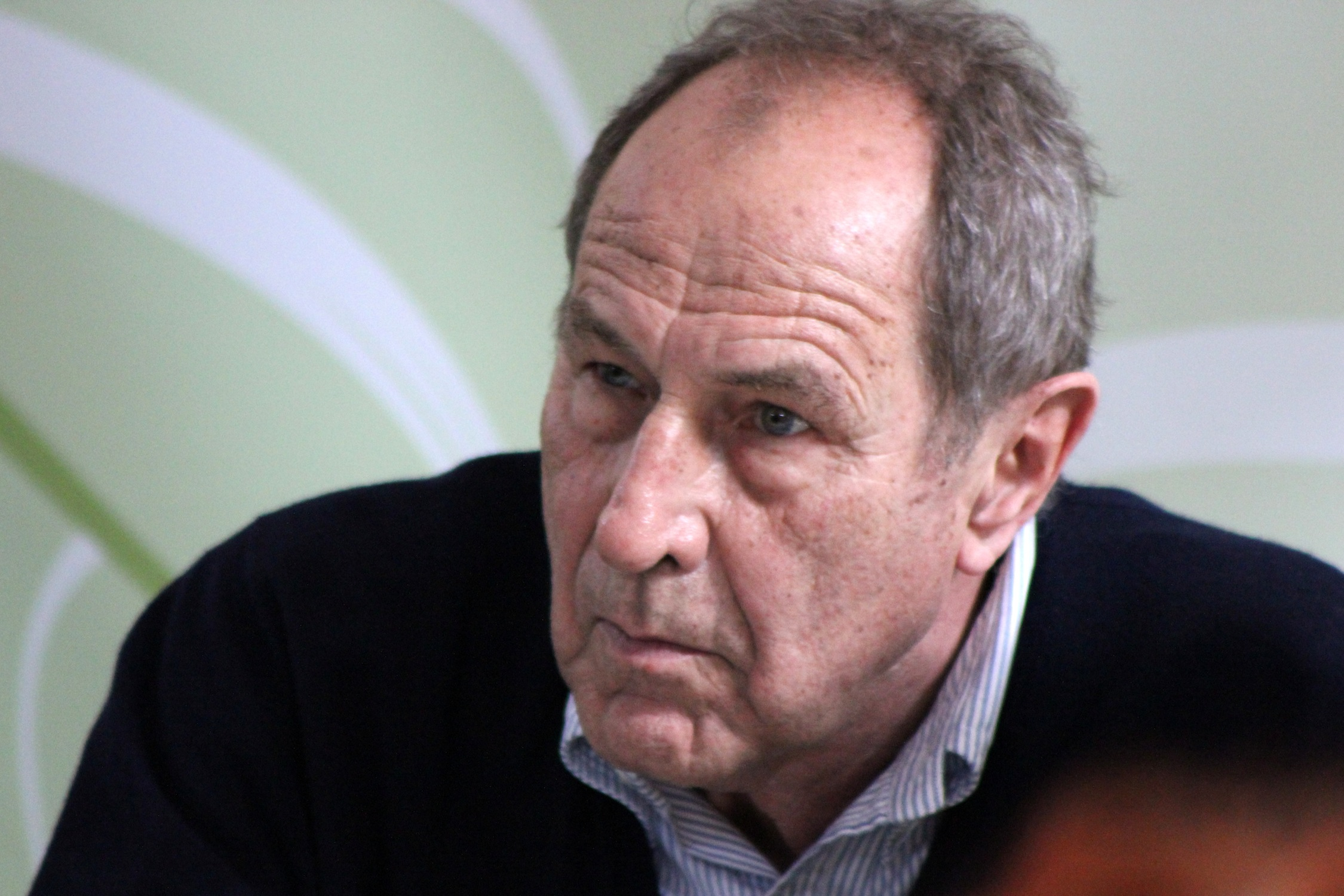
Michael Krüger alla Fiera del Libro di Leipzig nel 2013

Nel luglio 2013, Krüger è stato eletto presidente dell'Accademia bavarese di Belle Arti. Ha sostituito Dieter Borchmeyer e ha ricoperto l'incarico dal luglio 2013 al giugno 2019. Nel 2015 è stato curatore del festival letterario di Colonia Poetica.
Membro del PEN Centre Germany e co-fondatore del PEN Berlin, Michael Krüger ha vissuto a Monaco di Baviera nel 1968 e per diversi anni vicino ad Ambach, sul lago di Starnberg.
L'origine della storia del gatto Nero Corleone di Elke Heidenreich risale a una idea del suo amico Michael Krüger.